# NA-2130
La NA-2130 comunica los valles de Roncal y Salazar por medio de Vidángoz (Roncal) e Igal (Güesa, Salazar).

## Recorrido
| Denominación | Kilómetro | Salida            | Carretera         | Dirección                                |
| ------------ | --------- | ----------------- | ----------------- | ---------------------------------------- |
| NA-2130      | 0         |                   | NA-137            | Roncal/Erronkari Burgui/Burgi            |
| NA-2130      | 8         |                   | NA-2132           | Vidángoz/Bidankoze                       |
| NA-2130      | 15        | Travesía de Igal  | Travesía de Igal  | Travesía de Igal                         |
| NA-2130      | 18        | Travesía de Güesa | Travesía de Güesa | Travesía de Güesa                        |
| NA-2130      | 18        |                   | NA-178            | Ochagavía/Otsagabia Navascués/Nabaskotze |

- Datos: Q12264071